# Hladovka
Hladovka je naseljeno mjesto u okrugu Tvrdošín u Žilinskom kraju u Slovačkoj.

## Stanovništvo
| Godina:     | 1993. | 2003.   | 2013.   | 2023.   |
| ----------- | ----- | ------- | ------- | ------- |
| Broj ljudi: | 886   | 944     | 1029    | 1072    |
| Razlika:    |       | +6,54 % | +9,00 % | +4,17 % |

| Godina:     | 2022. | 2023.   |
| ----------- | ----- | ------- |
| Broj ljudi: | 1061  | 1072    |
| Razlika:    |       | +1,03 % |

Prema podatcima o broju stanovnika iz 2023. godine naselje je imalo 1072 stanovnika.

## Vanjske poveznice
|  | Zajednički poslužitelj ima još gradiva o temi Hladovka |

- Službena stranica naselja (sl.)